# Camilo Meza
El general Camilo Meza fue un militar mexicano que militó en las fuerzas liberales al mando del general Pedro Ogazón. Combatió a los conservadores y posteriormente a los franceses durante el Segundo Imperio Mexicano, en esos combates perdió un brazo en una acción de guerra. Luego del triunfo de los invasores en las barrancas del Beltrán se amnistió. Vivió en Colima, donde estableció una tienda para sustentar a su familia. En mayo de 1865 fue aprehendido por órdenes de José María Mendoza, quien era el Prefecto Imperial de Colima, bajo el pretexto de que Meza era un conspirador. Fue enviado a Guadalajara y fusilado cerca de Techaluta de Montenegro el 12 de junio de 1865.